# 嶺東方言
嶺東方言（ヨンドンほうげん、영동 방언）は江原特別自治道の高城郡、束草市、襄陽郡、江陵市、東海市、三陟市、旌善郡、平昌郡、寧越郡、太白市で使用される朝鮮語の方言（中部方言）である。江原特別自治道は太白山脈を境界にして嶺西と嶺東に分けられ、高山によって二地域間の文化的、言語的差異が現れることとなった。ただし旌善、平昌、寧越地域は、地理上太白山脈の西側に属するものの、嶺東地域と文化的に深く関連を結んでいる関係で嶺東方言を用いることとなった。
嶺東方言は話し声の高さ（声調）と長さ（音長）が全て意味を区別するのに利用され、発音する音素の種類も朝鮮語の様々な諸方言の中で最も多い。特にソウル等ほとんどの地域の方言と違って「외 woe」と「위 wui」を単純母音で発音することは特記に値するものである。語彙面では「慶尚道方言」などと呼ばれる東南方言と似通うものが相当数見出される。